# Route nationale 812
Pour les articles homonymes, voir Route 812.
La route nationale 812 ou RN 812 était une route nationale française reliant Vire à Condé-sur-Noireau. À la suite de la réforme de 1972, elle a été déclassée en RD 512.

## Ancien tracé de Vire à Condé-sur-Noireau (D 512)
- Vire
- Vaudry
- Viessoix
- Vassy
- Saint-Germain-du-Crioult
- Condé-sur-Noireau